# Petra (Lesbos)
Petra of Petra Lesvou (Grieks: Πέτρα of Πέτρα Λέσβου; spreek uit:Pètra, wat betekent "rots") is de hoofdstad in de gelijknamige deelgemeente van de gemeente Lesbos op het Griekse eiland Lesbos, behorende bij de regio Noord-Egeïsche Eilanden. De deelgemeente grenst aan vier andere deelgemeenten, te weten: in het noorden Mithymna (Molyvos), in het oosten Mandamados, in het zuidoosten (voor een klein gedeelte) Agia Paraskevi en in het zuiden Kalloni. Het hoogste punt is de top van de Lepetymnos met 935 meter. De regio combineert natuurlijke schoonheden als olijfgaarden en pijnboombossen, cipressen, eiken, en vruchtdragende bomen, traditioneel gebouwde bergdorpen van natuursteen, veel bronnen, maar ook moderne kustplaatsen voor de zomervakantie, plaatsen met zandstranden en kristal helder water.
Petra dankt zijn naam aan de vulkanische monoliet in het centrum. Het dorp ligt aan de noordkust van het eiland aan een baai op 55 km ten noordwesten van Mytilini.

## Geschiedenis[2]
Er zijn bewijzen dat Petra al sinds de prehistorie werd bewoond. Bij Karyes zijn uit natuursteen gehouwen graftomben gevonden die daartoe aanwijzingen geven.
Volgens de legende landde Achilles aan in de baai van Petra op de weg naar Troje.
Tijdens het bewind van Sultan Mehmed II landde in 1462 Ottomaanse troepen, onder leiding van Mahmud Pasha. Zij lieten een spoor van verwoestingen achter op het eiland. Op 12 maart 1676 viel de Franse piraat Crevelier Hugo Petra in met 800 man binnen en plunderde er. Hij spaarde de kerken, maar zij namen 500 jonge mannen en vrouwen met zich mee.
In 1865, werd de stad door Turks-Albanezen geplunderd. Al het goud, zilver en zijde dat zij konden grijpen werd meegenomen. Als door een wonder werden de zilveren afdekking van de Maria icoon, het zilveren wierook vat van 1667 en de kelk uit 1742 gespaard.
Op 6 december 1912 werd Petra bevrijd van de Turken die in de dagen daarvoor zich schuldig maakten aan plunderingen, ontvoeringen en executies van onschuldige mensen en huizen in brand staken.

## Plaatsen in de deelgemeente Petra
De deelgemeente Petra heeft 5 plaatsen volgens onderstaande tabel
| Naam plaats  | Griekse spelling | inwoners 2001 | ligging                |
| ------------ | ---------------- | ------------- | ---------------------- |
| Petra        | Πέτρα            | 1.305         | 39° 20′ NB, 26° 11′ OL |
| Lafionas     | Λαφιώνας         | 224           | 39° 18′ NB, 26° 11′ OL |
| Skoutaros    | Σκουτάρος        | 1.100         | 39° 18′ NB, 26° 8′ OL  |
| Stipsi       | Στύψη            | 1.024         | 39° 19′ NB, 26° 13′ OL |
| Ypsilometopo | Υψηλομετώπο      | 96            | 39° 19′ NB, 26° 15′ OL |
|              | totaal           | 3.749         |                        |

## Bijzonderheden
- Panagia Glykofilousa-kerk

Panagia Glykofilousa-kerk is in 1747 gebouwd en gerestaureerd in 1840. Een in de rotsen uitgehouwen trap met 114 treden leidt naar de 30 meter hoog gelegen kerk. Vanaf dit punt heeft men een indrukwekkend uitzicht over de omgeving. Op zondagen, feestdagen en bij plechtigheden wordt de mis opgedragen in deze kerk, op andere dagen maakt men gebruik van de kerk aan de voet van de rots.
- Vrouwen coöperatie

In 1983 werd met steun van de toen regerende P.A.SOK de eerste vrouwen coöperatie opgericht in Lesbos. Zij beheren een winkel met zelf gemaakte producten als deegwaren, ingemaakte vruchten en jam. Ook beheren zij gezamenlijk een aantal te verhuren kamers in privéwoningen ten behoeve van het toerisme.